# Ed Earle
Edwin Graffan Earle, detto Ed (Chicago, 28 aprile 1927 – Park Ridge, 26 marzo 2009), è stato un cestista statunitense, professionista nella NBA e nella ABL.

## Carriera
Dopo 4 stagioni alla Loyola University Chicago, nel 1952-1953 giocò negli Elmira Colonels in American Basketball League, con cui disputò 28 partite. Nel 1953 esordì in NBA, vestendo la maglia dei Syracuse Nationals in 2 occasioni, collezionando 4 punti.